# Хованский, Роман Петрович
Роман Петрович Хованский (13 октября 1924  г. — 20 июня  1997  г.) — ефрейтор,  стрелок 1064-го стрелкового полка  281-й стрелковой дивизии 23-й армии Ленинградского фронта,  Герой Советского Союза.

## Биография
Роман Петрович  Хованский родился 13 октября 1924 года в Киеве в семье рабочего. Украинец,   член ВЛКСМ с 1944 г.
Учился в Киеве. Образование на момент начала Великой Отечественной войны  незаконченное среднее.  Работал слесарем на трикотажной фабрике имени Розы Люксембург.
Призван в ряды РККА  10.11. 1943 г. в возрасте 19 лет. 
Участвовал в боях на  Ленинградском, Прибалтийском и  1 Украинском  фронтах.
27.12.1943 г. получил первое ранение.
Под  Ленинград  Роман Хованский попал  1 мая 1944 года после лечения в госпитале.
Подвиг совершил 14.6.1944 года  во время  Выборгской наступательной операции Ленинградского фронта  на Карельском перешейке в составе 1064-го стрелкового полка 281-й стрелковой дивизии 23-й армии Ленинградского фронта.
Сражение происходило 13-16  июня 1944 г. в районе деревни Сийранмяки (не существующей в настоящее время), на территории Первомайского поселения, Административный центр поселения — посёлок Первомайское  (до 1948 г. посёлок  назывался Кивеннапа),  Выборгский район (Ленинградская область)  при прорыве частями Красной Армии  второй долговременной финской  оборонительной линии (линии VT).
281 стрелковая дивизия, в которой  служил  Хованский,  была  на направлении главного удара 23-й армии при штурме укреплённого узла обороны Сийранмяки  с основной высотой узла обороны – высотой 171.0.,  которую участвовавшие в сражении солдаты  23-й  армии  чаще называли ключевой.
Подступы к укреплённому узлу прикрывали  полоса препятствий из нескольких рядов колючей проволоки  и  3 - 4 ряда бетонных и гранитных надолб («Зубы дракона»)  высотой до полутора метров.
После начала штурма узла обороны огонь  артиллерии  98 корпуса прямой наводкой,  огонь  танков  46  Гвардейского тяжелого танкового полка прорыва  и  152 мм орудий СУ-152  396  Гвардейского тяжелого  самоходно-артиллерийского полка с дистанции 250-300 м  по надолбам оказался неэффективным, надолбы разрушить не удалось.  Бронетехника   через полосу препятствий не прошла,  начавшие  наступление  1062 и 1064 полки 281 дивизии под интенсивным  огнём финнов  с оборонительного рубежа  залегли.
Первый проход в линии  препятствий  удалось сделать экипажу танка  КВ,  механик – водитель гвардии старший сержант Шмелёв.  Шмелёв,  используя личное мастерство,  под  непрерывным артминомётным обстрелом противника, повредившим орудие танка,  два  часа  тараном раздвигал своим  танком  надолбы и сумел  проделать проход. Через  проделанный проход  прошли танк Шмелёва и 3 СУ-76 938  самоходно- артиллерийского полка, следующая СУ-76  в результате ошибки механика - водителя застряла.
Второй  проход  в линии препятствий  был сделан при участии ефрейтора Хованского, который  сам вызвался взорвать надолбы, ему в помощь были даны 2 сапёра.
К линии препятствий  направились по полю ползком  втроём,  один  из саперов по пути  был убит.  Хованский и сапёр  вдвоём,  забрав вещмешок  убитого  с  взрывчаткой,  с грузом  подползли к линии препятствий,  заложили  тол  и  взрывом уничтожили надолбы.   В образовавшийся проход прошли танки  226 отдельного танкового  полка,  46  Гвардейского тяжелого танкового полка прорыва  и  самоходки  СУ-76  938 САП.
Вместе с  прошедшей  в  проход  бронетехникой  на  высоту  171.0. по крутому  склону   поднялся Хованский  и установил  на её вершине красный флажок,   бросил в траншею противника гранату и очередью из автомата уничтожил находившихся в ней солдат противника.
Пехота  пошла  в атаку,  но под огнём пулемёта из  ДЗОТа противника  рота  Хованского  снова  залегла. Хованский  ползком  обогнул  ДЗОТ,  бросил  в пулемётчиков  гранату,  пулемёт замолчал, пехота снова  поднялась в атаку.   Из строя выбыли командир роты и командир взвода,  Хованский принял командование на себя и повёл роту в атаку.
14.6.1944 г. к 14.00. советские части взяли,  а затем в сражении удержали высоту 171.0.
За подвиг, совершённый во время боёв за Сийранмяки, Указом  Президиума Верховного Совета СССР 24.3.45 г. Хованскому Роману Петровичу  было присвоено звание Героя Советского Союза.
28.6.1944 года Хованский  был ранен и  эвакуирован  после ранения  в  госпиталь.  За время войны Хованский имел три тяжелых ранения и контузию.
В 1945 году  после окончания Великой Отечественной войны  Р. П. Хованский демобилизовался. Жил в Киеве, работал составителем поездов и помощником машиниста тепловоза.
Скончался 20 июня 1997 года.
Похоронен в г. Киеве на  Берковецком кладбище.

## Награды
Награждён орденами Ленина, Отечественной войны 1-й степени, медалями.